# Bahnstrecke Leipzig-Connewitz–Plagwitz
| |                      |                                          |                                          |
| Streckennummer: | sä. LP               |                                          |                                          |
| Kursbuchstrecke: | —                    |                                          |                                          |
| Streckenlänge: | 6,154 km             |                                          |                                          |
| Spurweite: | 1435 mm (Normalspur) |                                          |                                          |
| Maximale Neigung: | 90 ‰                 |                                          |                                          |
| Minimaler Radius: | 250 m                |                                          |                                          |
| |                      |                                          |                                          |
| \| \| \| von Leipzig \| \| \| \| 0,902 \| Leipzig-Connewitz \| 119 m \| \| \| \| nach Hof \| \| \| \| 0,954 \| Bornaische Straße \| Bornaische Straße \| \| \| 1,461 \| Mühlpleiße und Weg (21,5 m) \| Mühlpleiße und Weg (21,5 m) \| \| \| 1,98 \| Koburger Straße \| Koburger Straße \| \| \| 2,369 \| Mühlpleiße (14 m) \| Mühlpleiße (14 m) \| \| \| \| Abfallwasser \| \| \| \| 3,985 \| Pleiße (41,1 m) \| Pleiße (41,1 m) \| \| \| 4,378 \| Paußnitz (43,3 m) \| Paußnitz (43,3 m) \| \| \| 4,5 \| Schleußiger Weg \| Schleußiger Weg \| \| \| 5,103 \| Rödel (36,9 m) \| Rödel (36,9 m) \| \| \| 5,26 \| Könneritzstraße \| Könneritzstraße \| \| \| 5,40 \| Brockhausstraße \| Brockhausstraße \| \| \| 5,53 \| Seumestraße \| Seumestraße \| \| \| 5,619 \| Weiße Elster (32,8 m) \| Weiße Elster (32,8 m) \| \| \| 5,69 \| Nonnenstraße \| Nonnenstraße \| \| \| 5,78 \| Erich-Zeigner-Allee hist. Elisabethallee \| Erich-Zeigner-Allee hist. Elisabethallee \| \| \| 5,845 \| Stammgleis PIX \| Stammgleis PIX \| \| \| 5,909 \| PVIII zur Ladestelle 2 südlich Gleisstr. \| PVIII zur Ladestelle 2 südlich Gleisstr. \| \| \| 5,968 \| König-Johann-Brücke \| König-Johann-Brücke \| \| \| 6,16 \| PV zur Ladestelle 1 nördl. Industriestr. \| PV zur Ladestelle 1 nördl. Industriestr. \| \| \| 6,54 \| Gießerstraße \| Gießerstraße \| \| \| 6,6 \| PVa mit Anschluss Stelzenhaus \| PVa mit Anschluss Stelzenhaus \| \| \| 6,745 \| Stammgleis PVI \| Stammgleis PVI \| \| \| 6,87 \| Naumburger Straße \| Naumburger Straße \| \| \| 7,056 \| Plagwitz-Lindenau Sä. Stsb. \| 117 m \| \| \| \| Anschluss Plagwitz-Lindenau Pr. Stsb. \| \| \| \| \| \| \| \| \| \| nach Großzschocher (alte Strecke) \| \| \| \| \| nach Leipzig-Lindenau Ldst \| \| |                      |                                          |                                          |
| Strecke |                      | von Leipzig                              | von Leipzig                              |
| Bahnhof | 0,902                | Leipzig-Connewitz                        | 119 m                                    |
| Abzweig ehemals geradeaus und nach links |                      | nach Hof                                 | nach Hof                                 |
| Strecke mit Straßenbrücke (Strecke außer Betrieb) | 0,954                | Bornaische Straße                        | Bornaische Straße                        |
| Brücke über Wasserlauf (Strecke außer Betrieb) | 1,461                | Mühlpleiße und Weg (21,5 m)              | Mühlpleiße und Weg (21,5 m)              |
| Bahnübergang (Strecke außer Betrieb) | 1,98                 | Koburger Straße                          | Koburger Straße                          |
| Brücke über Wasserlauf (Strecke außer Betrieb) | 2,369                | Mühlpleiße (14 m)                        | Mühlpleiße (14 m)                        |
| Brücke über Wasserlauf (Strecke außer Betrieb) |                      | Abfallwasser                             | Abfallwasser                             |
| Brücke über Wasserlauf (Strecke außer Betrieb) | 3,985                | Pleiße (41,1 m)                          | Pleiße (41,1 m)                          |
| Brücke über Wasserlauf (Strecke außer Betrieb) | 4,378                | Paußnitz (43,3 m)                        | Paußnitz (43,3 m)                        |
| Bahnübergang (Strecke außer Betrieb) | 4,5                  | Schleußiger Weg                          | Schleußiger Weg                          |
| Brücke über Wasserlauf (Strecke außer Betrieb) | 5,103                | Rödel (36,9 m)                           | Rödel (36,9 m)                           |
| Bahnübergang (Strecke außer Betrieb) | 5,26                 | Könneritzstraße                          | Könneritzstraße                          |
| Bahnübergang (Strecke außer Betrieb) | 5,40                 | Brockhausstraße                          | Brockhausstraße                          |
| Bahnübergang (Strecke außer Betrieb) | 5,53                 | Seumestraße                              | Seumestraße                              |
| Brücke über Wasserlauf (Strecke außer Betrieb) | 5,619                | Weiße Elster (32,8 m)                    | Weiße Elster (32,8 m)                    |
| Bahnübergang (Strecke außer Betrieb) | 5,69                 | Nonnenstraße                             | Nonnenstraße                             |
| Bahnübergang (Strecke außer Betrieb) | 5,78                 | Erich-Zeigner-Allee hist. Elisabethallee | Erich-Zeigner-Allee hist. Elisabethallee |
| Abzweig geradeaus und von halblinks (Strecke außer Betrieb) | 5,845                | Stammgleis PIX                           | Stammgleis PIX                           |
| Abzweig geradeaus und von halbrechts (Strecke außer Betrieb) | 5,909                | PVIII zur Ladestelle 2 südlich Gleisstr. | PVIII zur Ladestelle 2 südlich Gleisstr. |
| Strecke mit Straßenbrücke (Strecke außer Betrieb) | 5,968                | König-Johann-Brücke                      | König-Johann-Brücke                      |
| Abzweig geradeaus und von halblinks (Strecke außer Betrieb) | 6,16                 | PV zur Ladestelle 1 nördl. Industriestr. | PV zur Ladestelle 1 nördl. Industriestr. |
| Bahnübergang (Strecke außer Betrieb) | 6,54                 | Gießerstraße                             | Gießerstraße                             |
| Abzweig geradeaus und von halbrechts (Strecke außer Betrieb) | 6,6                  | PVa mit Anschluss Stelzenhaus            | PVa mit Anschluss Stelzenhaus            |
| Abzweig geradeaus und von halblinks (Strecke außer Betrieb) | 6,745                | Stammgleis PVI                           | Stammgleis PVI                           |
| Bahnübergang (Strecke außer Betrieb) | 6,87                 | Naumburger Straße                        | Naumburger Straße                        |
| Dienststation / Betriebs- oder Güterbahnhof (Strecke außer Betrieb) | 7,056                | Plagwitz-Lindenau Sä. Stsb.              | 117 m                                    |
| Abzweig geradeaus und nach rechts (Strecke außer Betrieb) |                      | Anschluss Plagwitz-Lindenau Pr. Stsb.    | Anschluss Plagwitz-Lindenau Pr. Stsb.    |
| Strecke von links (außer Betrieb) · Abzweig geradeaus und nach rechts (Strecke außer Betrieb) |                      |                                          |                                          |
| Strecke nach links (außer Betrieb) · Kreuzung geradeaus oben (Strecken außer Betrieb) |                      | nach Großzschocher (alte Strecke)        | nach Großzschocher (alte Strecke)        |
| Strecke (außer Betrieb) |                      | nach Leipzig-Lindenau Ldst               | nach Leipzig-Lindenau Ldst               |

Die Bahnstrecke Leipzig-Connewitz–Plagwitz war eine nur dem Güterverkehr dienende Verbindungsbahn in Leipzig, welche ursprünglich durch die Kgl. Sächsischen Staatseisenbahnen erbaut und betrieben wurde. Sie verband das Industriegebiet in Plagwitz mit der Hauptbahn Leipzig–Hof.

## Geschichte
Begünstigt durch die Inbetriebnahme der preußischen Bahnstrecke Leipzig–Probstzella im Jahr 1873 entwickelten sich die Dörfer Plagwitz und Lindenau im Westen Leipzigs zu  Industrieorten. Der Leipziger Rechtsanwalt und Industrie-Pionier Carl Erdmann Heine begann mit dem Bau mehrerer Industriegleise, welche das Industriegebiet erschließen und dieses mit dem Bahnhof Plagwitz-Lindenau verbinden sollten. Eine erste Anbindung an sächsische Strecken ging 1879 mit der Sekundärbahnverbindung Plagwitz-Lindenau–Gaschwitz in Betrieb. Trotzdem war die Anbindung der Industrien im Westen Leipzigs an das sächsische Eisenbahnnetz weiterhin problematisch: Der Weg über Leipzig-Leutzsch war 28 km lang und aufgrund der Kilometertarife teuer, der südliche Weg über Gaschwitz ein Umweg. Deshalb planten die Kgl. Sächsischen Staatseisenbahnen eine weitere Strecke zwischen Leipzig Bayerischer Bahnhof und dem Bahnhof Plagwitz-Lindenau. Die Verbindung war nur für den Güterverkehr vorgesehen.
Die Strecke ging am 17. September 1888 in Betrieb. Ab 1920 wurde sie von der Deutschen Reichsbahn betrieben. Die Bahn wurde am 1. Januar 1925 stillgelegt, da der Verkehr seit der Inbetriebnahme des Leipziger Güterrings beständig zurückging.

## Beschreibung

### Strecke
Die Strecke verließ nördlich den Bahnhof Plagwitz in einem Bogen Richtung Osten und verlief auf dem bereits früher errichteten Industriestammgleis PVIII. Zusammen mit einem umfangreichen Gleissystem erschloss sie das Industriegebiet Plagwitz und überquerte dabei die Gießerstraße. Die Zschochersche Straße wurde gemeinsam mit dem Karl-Heine-Kanal unter der König-Johann-Brücke unterquert. Der dafür genutzte Gewölbebogen von 1875 wurde im 1999 wiedereröffneten Ersatzneubau nach dem historischen Vorbild von 1862 nicht wieder eingezogen.
An der Kreuzung der heutigen Erich-Zeigner-Allee mit der Industriestraße sieht man es den Gebäuden noch an, dass der jetzt als Kreisverkehr gestaltete Platz früher von drei Gleisen überquert wurde. Die Häuser laufen teilweise spitz zu und passten sich sowohl den Gleisverläufen als auch den Straßenfluchten an. Zwei der querenden Gleise führten hinter die südlichen Häuser der Industriestraße. Das linke davon gehörte zur Verbindungsbahn, die hier aus dem Plagwitzer Anschlussgleissystem abzweigte, das rechte war das ehemalige Stammgleis PIX.
Die Strecke verlief weiter parallel zur Industriestraße, kreuzte die heutige Nonnenstraße, überspannte die Weiße Elster auf einer eigenen Brücke neben der Karlsbrücke, überquerte die heutige Holbeinstraße, die Brockhausstraße und die Könneritzstraße in Schleußig. Auf der Könneritzstraße wurde dabei die Straßenbahn ebenerdig gekreuzt um im Anschluss auf Dämmen durch die Auenwaldlandschaft zum Bahnhof Leipzig-Connewitz der Sächsisch-Bayerischen Eisenbahn zu führen. Im Auenwald wurden zahlreiche Gewässer überquert, so zuerst die ab 1926 verfüllte Rödel, der dann parallel gefolgt wurde. Dann die Paußnitz, die Pleiße, das Abfallwasser und die Mühlpleiße. Vor Erreichen des Bahnhofs Connewitz wurde noch die Koburger Straße gekreuzt.

### Kunstbauten
Die Querungen von Weißer Elster, Rödel, Paußnitz und Pleiße mit Spannweiten von respektive rund 33, 37, 2 × 21 und 41 Metern waren als unechte Bogenbrücken realisiert, einbogig bis auf die Paußnitzquerung.  Die Tragwerke basierten auf dem Prinzip des Parabelträgers, wobei das von Parabel und Sehne, als hier stets untenliegender Gurt, flankierte Fachwerk je Brücke variierte.
Rautenfachwerke kennzeichneten Elster- und Paußnitzbrücke, den Rödelüberbau gekreuzte Strebenfachwerke mit Pfosten, auch Doppelfachwerk oder Fachwerk mit Andreaskreuzen genannt, und die Pleißenbrücke ein Streben-Netz-Fachwerk. Die Mühlgrabenbrücken waren als einfache Balkenbrücken ausgeführt.

### Aktuelle Situation
In Plagwitz gab es die Verbindungsbahn noch bis nach 1990 als Anschlussgleis. Im Zuge der Sanierung des ehemaligen Industrieviertels sind nahe dem Karl-Heine-Kanal Parkanlagen entstanden, deren Wegeführung an die ehemaligen Gleisanlagen erinnern soll. So ist auch die Verbindungsbahn in diesem Bereich als Geh- und Radweg vorhanden, in denen die Schienen als Wegbegrenzung erhalten blieben.
In Schleußig ist die Trasse nur noch aus der Luft zu erahnen. An der Nonnenstraße und Könneritzstraße sind nach 1990 neue Häuser entstanden, die die Trasse überbaut haben. Zudem gibt es einige ältere Nebengebäude in den Höfen, die den Trassenverlauf verwischen. Die Könneritzstraße erhöht sich immer noch im ansonsten flachen Gebiet auf das Niveau der ehemaligen Eisenbahngleise. Ab der Könneritzstraße ist der Bahndamm erhalten und in die Gestaltung der begrünten Innenhöfe aufgegangen.
Auch im Auwald sind Dämme noch vorhanden und dienen als Wander- oder Radwege. Von den Brücken ist noch ein Widerlager der Brücke über die Rödel sowie die Widerlager an der Pleiße zu erkennen. Kurz vor Connewitz geht die Trasse in den Damm der stadtautobahnähnlichen Schnellstraße B2 über.
Die Einfahrtskurve in den Bahnhof Connewitz ist wieder gut auszumachen.

## Bilder

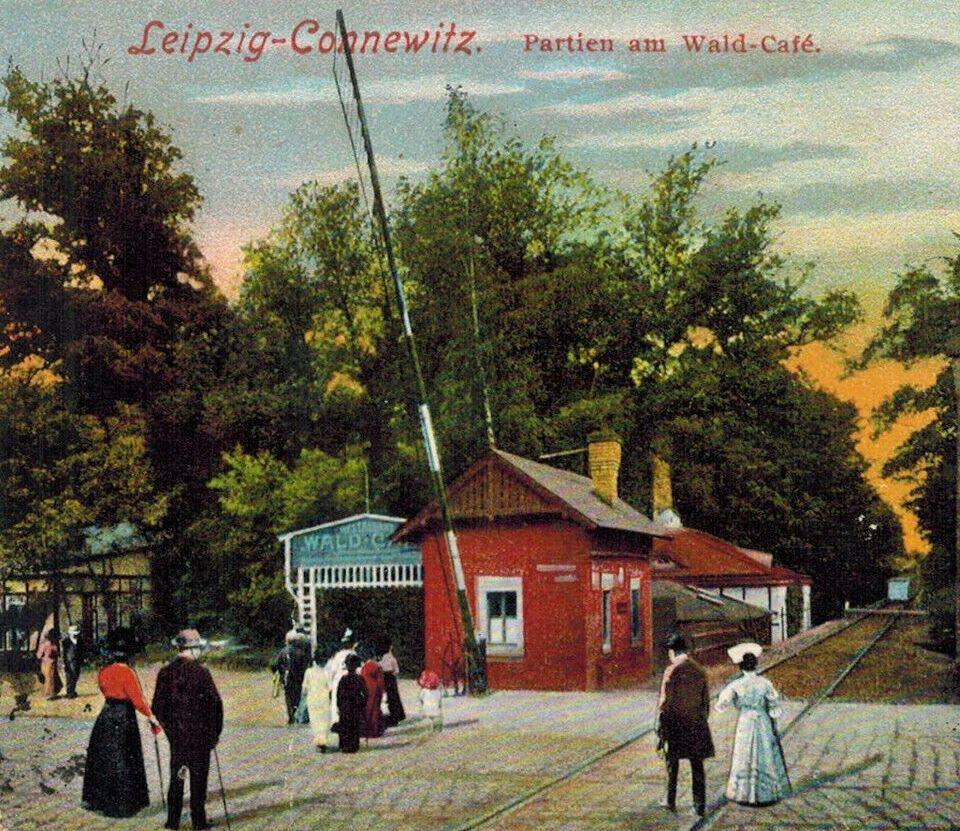
Bahnübergang in Connewitz, Koburger Straße
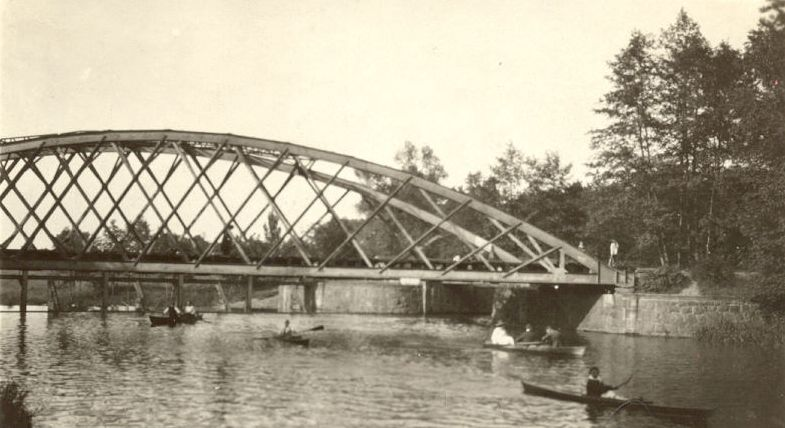
Brücke über die Pleiße um 1919, bestand 1888–1945
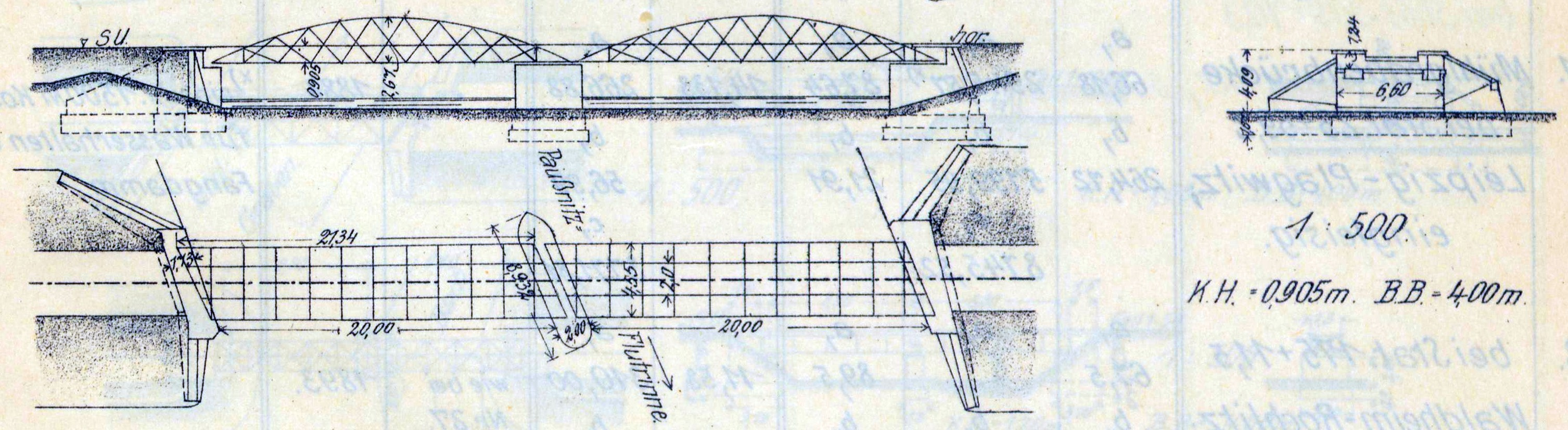
Paußnitzbrücke 1911
Die Brücke über die Rödel 1922
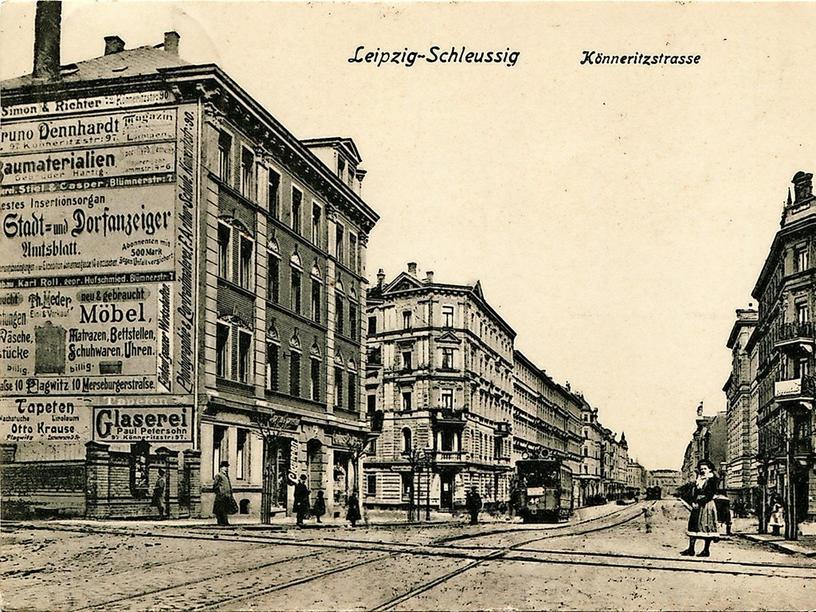
Die Könneritzstraße mit dem „Huggl“, einer Erhöhung für die Gleise der Verbindungsbahn.
Abzweig der Verbindungsbahn vom Stammgleis PVIII (nach rechts), ca. 1910
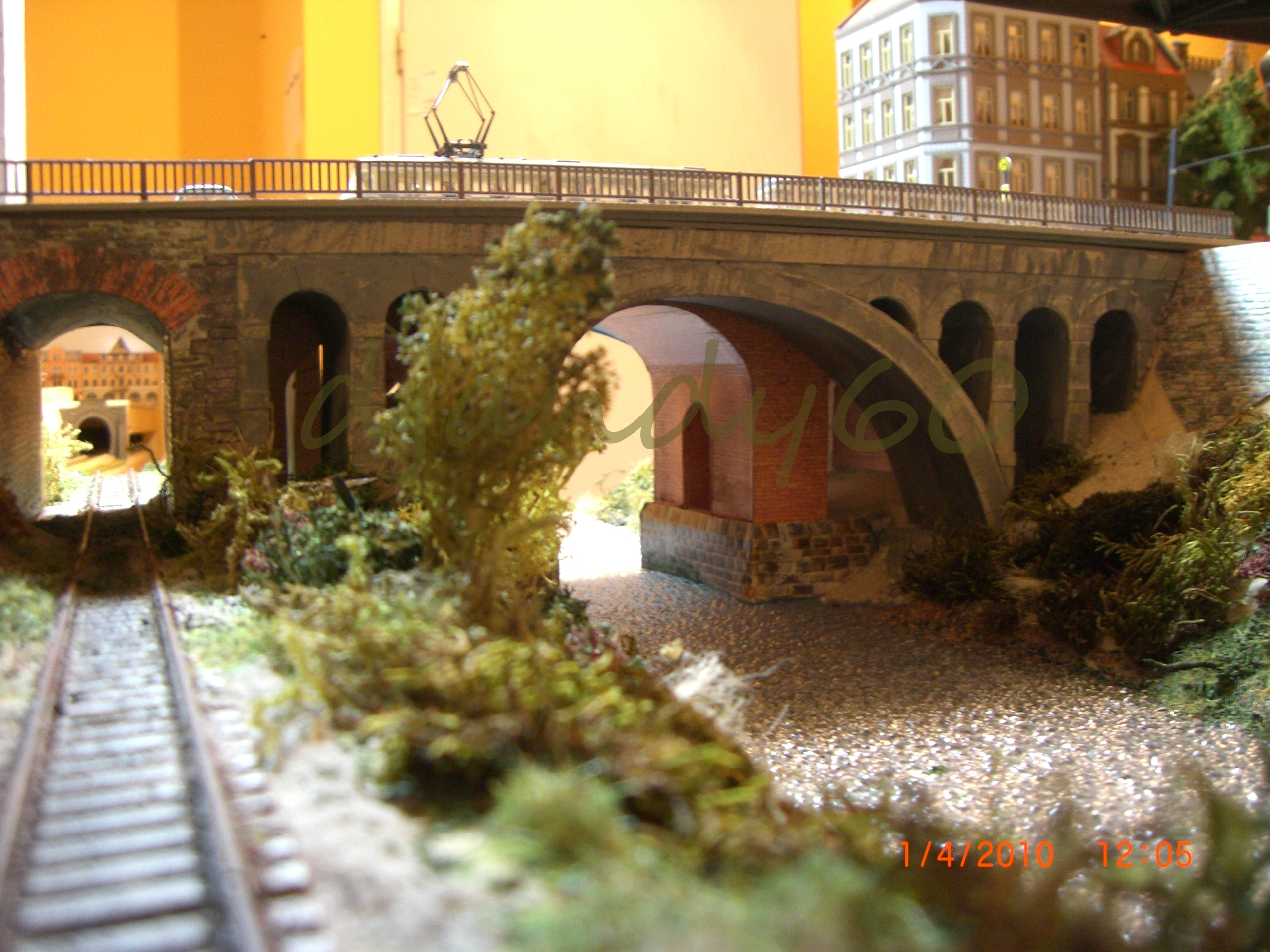
PVIII südlich unter der König-Johann-Brücke bis zum Umbau ab 1997 (Modell)
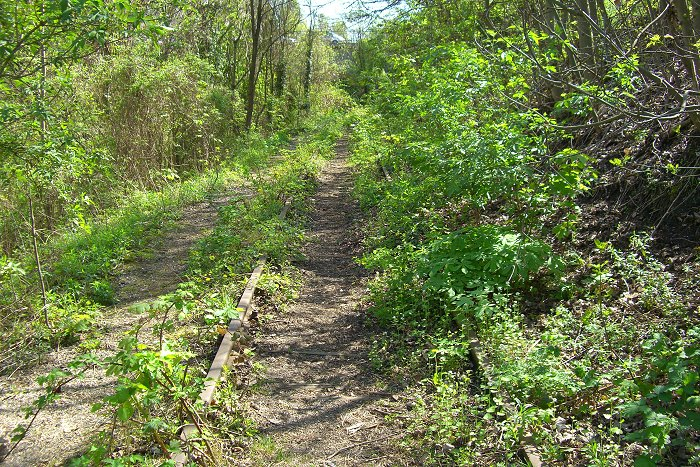
Gleisreste der Bahnstrecke am Karl-Heine-Kanal in Leipzig-Plagwitz
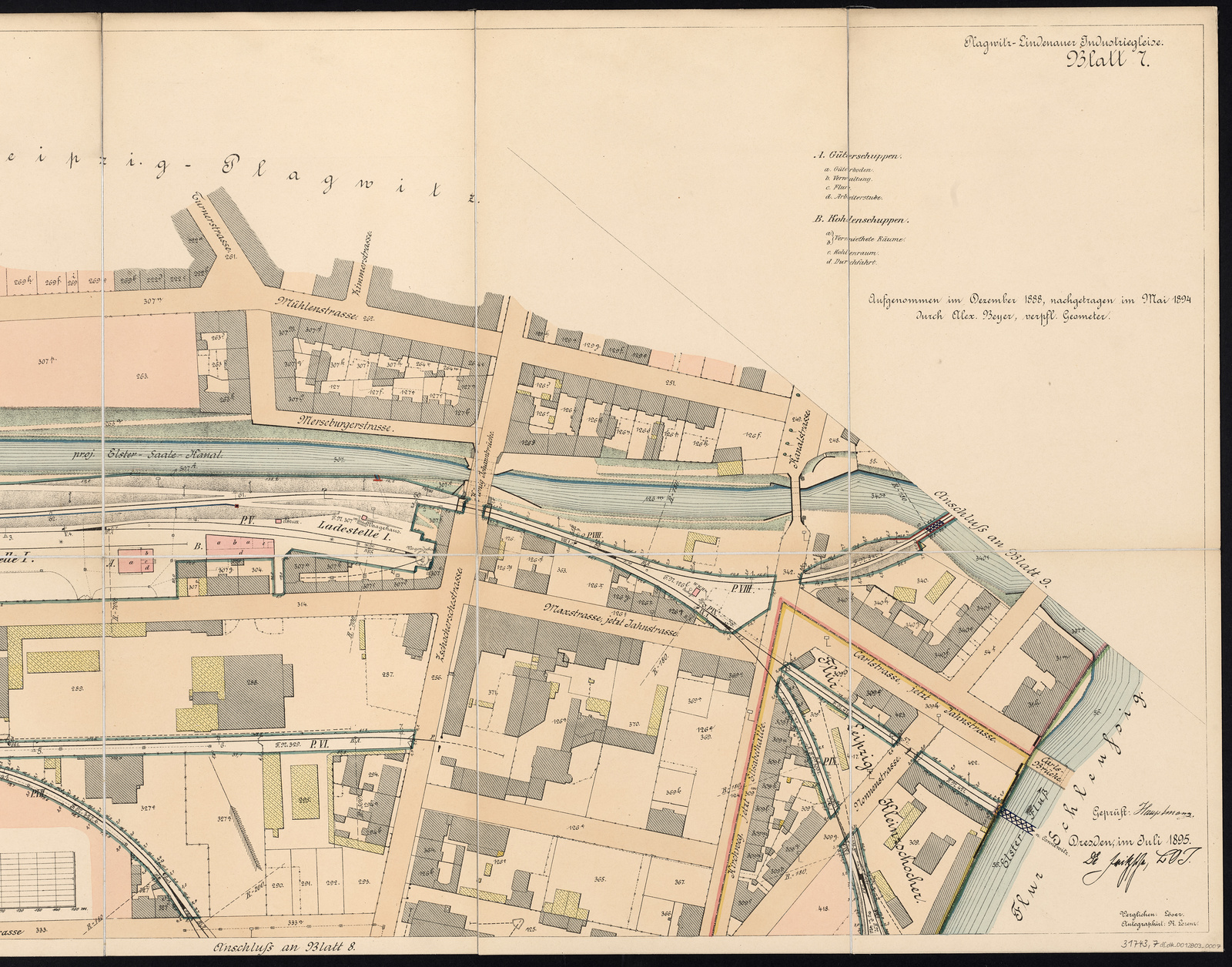
Verlauf der Strecke in Plagwitz auf einer Lithographie von 1895